# Aeroportul Kabwum
Aeroportul Kabwum (IATA: KBM, ICAO: AYKB) este un aeroport din Morobe Province⁠(d), Papua Noua Guinee.
aeroportul dispune de o singură pistă.